# Gustavo Heide
Gustavo Heide (São Paulo, Brasil, 28 de febrero de 2002) es un tenista brasileño, diestro y revés a dos manos. 
Su ranking ATP más alto de singles fue el número 174, logrado el 1 de abril de 2024. Su ranking ATP más alto de dobles fue el número 197, logrado el 2 de octubre de 2023.

## Títulos Challenger; 4 (1 + 3)
| Leyenda             | Individuales | Dobles |
| ------------------- | ------------ | ------ |
| ATP Challenger Tour | 1            | 3      |

### Individuales
| N.º | Fecha               | Torneo   | Superficie    | Oponentes en la final | Resultado |
| --- | ------------------- | -------- | ------------- | --------------------- | --------- |
| 1.  | 24 de marzo de 2024 | Asunción | Tierra batida | Adrian Andreev        | 6-4, 6-2  |

### Dobles
| N.º | Fecha                   | Torneo         | Superficie    | Compañero                | Oponentes en la final                   | Resultado |
| --- | ----------------------- | -------------- | ------------- | ------------------------ | --------------------------------------- | --------- |
| 1.  | 27 de noviembre de 2021 | Brasilia       | Tierra batida | Mateus Alves             | Luciano Darderi Genaro Alberto Olivieri | 6-3, 6-3  |
| 2.  | 22 de abril de 2023     | Florianópolis  | Tierra batida | Pedro Boscardin Dias     | Christian Oliveira Pedro Sakamoto       | 6-4, 7-5  |
| 3.  | 25 de enero de 2025     | Punta del Este | Tierra batida | João Lucas Reis da Silva | Facundo Mena Marco Trungelliti          | 6-2, 6-3  |